# Plestiodon callicephalus
Espèce
Synonymes
- Eumeces callicephalus Bocourt, 1879

Statut de conservation UICN

 LC  : Préoccupation mineure
Plestiodon callicephalus est une espèce de sauriens de la famille des Scincidae.

## Répartition

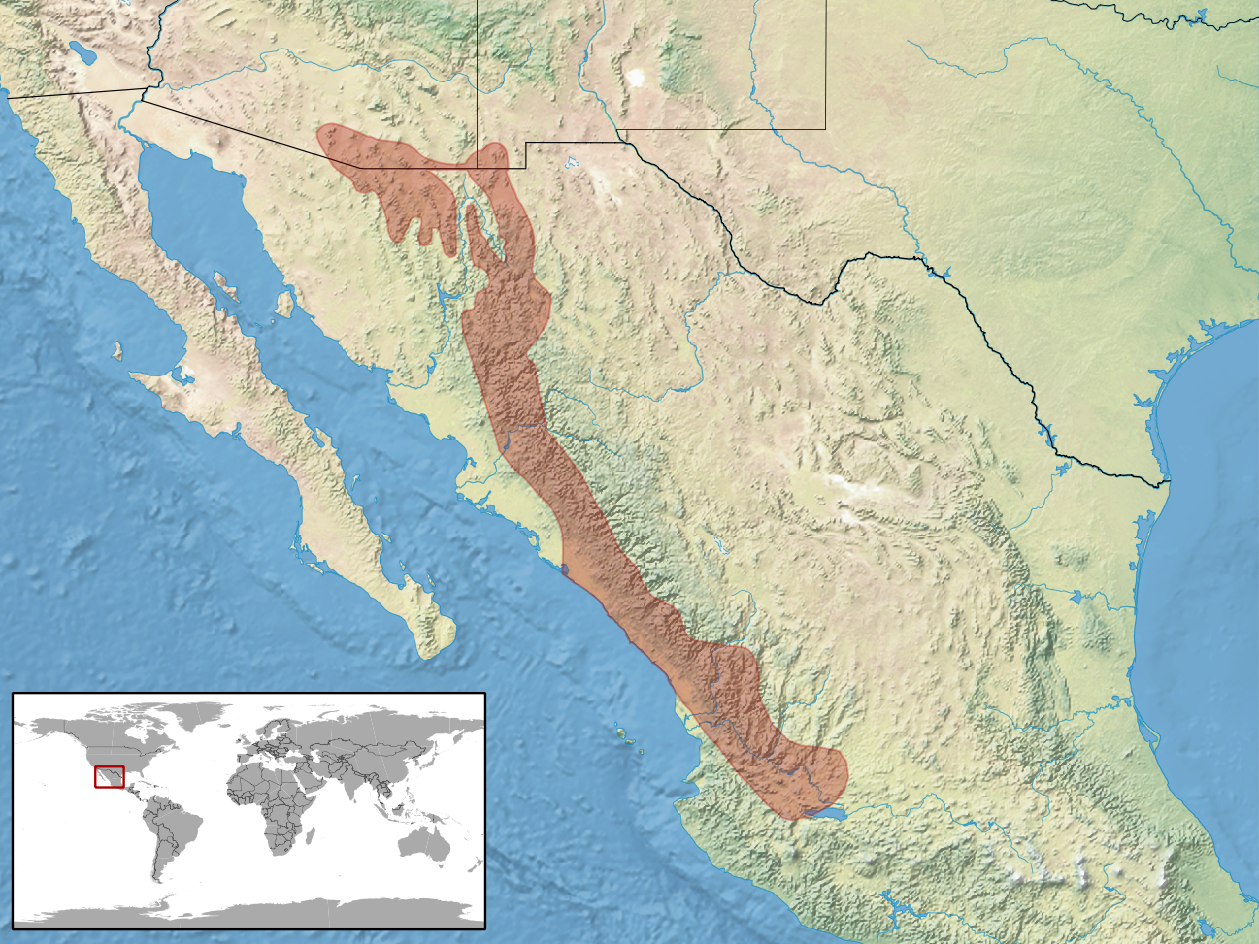
Répartition de l'espèce.

Cette espèce se rencontre :
- aux États-Unis dans le sud de l'Arizona ;
- au Mexique dans l'est du Sonora, dans l'ouest du Chihuahua, dans le Sinaloa, dans l'Ouest du Durango, dans le Zacatecas, dans le Jalisco, dans le Guanajuato, dans le Michoacán et dans le Nayarit.

## Publication originale
- Bocourt, 1879, in Duméril, Bocourt & Mocquard, 1870-1909 : Études sur les reptiles, p. 1-1012, in Recherches Zoologiques pour servir a l'Histoire de la Faune de l'Amérique Centrale et du Mexique. Mission Scientifique au Mexique et dans l'Amérique, Imprimerie Impériale, Paris.